# Baby Jail
Baby Jail ist eine durch die Fun-Punk-Bewegung inspirierte Schweizer Pop-Rockband. 
Zwischen 1985 und 1994 veröffentlichte sie fünf Alben und spielte an zahlreichen Live-Auftritten in der Schweiz, in Deutschland und Frankreich. 1994 löste sich die Band offiziell auf. 2003 gaben sie ein Reunion-Konzert in Zürich und brachten mit Auf Wiedersehen ein Best-of-Album heraus. 2012 formierte sich die Band neu und tourt seit Mai 2012 wieder durch die Schweiz.

## Geschichte
Baby Jail wurden Ende 1985 gegründet und hiessen zuerst „Bébés Phoques“ (Phoques = französisch für Robben). Die Band umfasste Boni Koller, Bice Aeberli, Peter «Pesche» Muster und Rolf Eberle. Sie löste sich im Mai 1994 auf. 
Baby Jail ist vor allem bekannt für satirische und parodistische Nummern. Der grösste Hit war 1992 der Song «Tubel Trophy», der die Geschichte eines rassistischen Stammtischproleten erzählt, der an einem Abenteuerwettbewerb im Urwald teilnimmt und in dessen Zuge auf Nimmerwiedersehen verschwindet.
2012 formierte sich die Band neu und spielte für ihre Reunion-Tournee einige neue Stücke ein, darunter Muss bezahlen und Zemäntfabrik. Parallel zur Wiedervereinigung entstand der Dokumentarfilm Baby Jail – Rückkehr des lautesten Cabarets von Roman Wasik. 2014 erschien das Album „Grüsse aus dem Grab“.
Am 18. September 2015 wurde die «Tubel Trophy»  im Rahmen der Aktion Tubel Trophy wiederveröffentlicht. Diese Kampagne für Toleranz, Gelassenheit und Humanität will «dem zunehmenden Stammtischrassismus etwas entgegensetzen». Der Verkaufserlös geht an die Schweizerische Flüchtlingshilfe. 

## Diskografie

### EPs
- 1987: Four Serious Love Songs[10]
- 1988: Oma kochte Enkelkind – Denn sie wollte Sex![11]
- 1992 Tubel Trophy

### Alben
- 1989: Bébé Gel (Lux Noise)
- 1990: Primitiv
- 1991: Live souvenir
- 1992: Trendy
- 1994: Benefiz
- 2003: Auf Wiedersehen
- 2014: Grüsse aus dem Grab (Lux Noise)